# Кліщова гарячка тихоокеанського узбережжя
Кліщова гарячка тихоокеанського узбережжя (англ. pacific coast tick fever) — інфекційна хвороба з групи рикетсіозів, яку спричинює Rickettsia philipii. Входить до групи плямистих рикетсіозів, яка містить везикульозний рикетсіоз, плямисту гарячку Скелястих Гір і американську гарячку від укусів кліщів. Клінічні прояви включають часто первинний афект.

## Епідеміологічні особливості
Збудник передається людям тихоокеанським кліщем Dermacentor occidentalis. Вперше у людей перший підтверджений випадок хвороби виявлений в 2008 році.

## Клінічні прояви
У дітей розвивається гарячка і головний біль. У дорослих частіше виникає первинний афект на місці укусу.

## Діагностика
Сироватку крові людини досліджують за допомогою тесту на непрямі імунофлуоресцентні антитіла з використанням імуноглобуліну G (IgG), реактивного з антигеном R. rickettsii.

## Лікування
По аналогії з іншими рикетсіозами в лікуванні використовують доксициклін.

## Профілактика
Слід проводити особисту профілактику нападу й присмоктування кліщів у місцях їхнього природного проживання. Немає ефективної вакцини для профілактики цієї хвороби.